# Moyna
Moyna era un eroe di cui si raccontano le geste nella mitologia delle popolazioni dogon del Mali.

## Nel mito
Famoso per aver inventato un oggetto in legno chiamato "toro che muggisce", esso appeso ad una corda veniva fatto girare producendo un suono. Fu utilizzato durante una danza mascherata di soli uomini, le donne di nascosto osservarono la scena e al sentire il suono fuggirono,  Moyna disse che al sentire quel suono donne e bambini dovevano trovare riparo dentro casa per salvarsi. Veniva utilizzato quando moriva una persona ritenuta in vita importante. Tale strumento viene utilizzato anche in epoca moderna, nelle società segrete africane.